# 斉侯無詭
斉侯無詭（せいこう むき）は、春秋時代の斉の第17代君主。無虧、武孟とも。父は桓公、母は長衛姫。
桓公の死後、無詭を含む5人の公子（無詭、公子元（後の恵公）、公子潘（後の昭公）、公子商人（後の懿公）、公子雍）が後継者の座を巡って争ったため、太子昭（後の孝公）は後見人である宋の襄公の元へ亡命した。その後、無詭擁立派の家臣が反対派を暗殺して後継争いを収拾し、無詭を斉公に即位させた。即位から3カ月後、宋の襄公が太子昭の正統性を主張して斉に攻め入ったため、斉の家臣はこれを恐れて無詭を暗殺した。太子昭は新君として迎え入れられ、即位して孝公となった。